# アトランタ・モーター・スピードウェイ
アトランタ・モーター・スピードウェイ (Atlanta Motor Speedway、 旧称Atlanta International Raceway) は、アメリカ合衆国のサーキット。ジョージア州ハンプトンに所在する。1周1.54マイル(2,464m) のオーバルトラック。観客席数は12万4000席。
1960年に製作された、比較的古いトラックである。当時は1周1.5マイル。その後1990年、1994年にコースを改修。この94年の改修にてコントロールラインの移設やコース形状の変更含め、大規模な工事が行われ、1周1.54マイルへと変更された。
2005年にF2級の竜巻直撃を受け15mの順位表示タワー(Scoreboard Tower)が折れるなど数十億円規模のダメージを受けるが、必死の復旧で秋のレースには間に合わせている。翌2006年に再びグランドスタンドを改修する工事を行っている。
面白い特徴としてはピットレーンとフロントストレッチにまたがるようにして、1/4マイルのオーバルコースが設けられている。それと共にインディアナポリス・モーター・スピードウェイやデイトナ・インターナショナル・スピードウェイのようにインフィールドを配置し全長4KmのFIA規定ロードコースとしても使えるようになっている。
スプリントカップ・シリーズとネイションワイド・シリーズは9月のみ、キャンピング・ワールド・トラック・シリーズは3月のみの1回開催。

## トラックの特徴
- コース寸法

|                           | 個数                      | 長さ                  | バンク角           |
| ------------------------- | ------------------------- | --------------------- | ------------------ |
| フロントストレッチ        | 1                         | 2332フィート(710.8m)  | 5°                 |
| バックストレッチ          | 1                         | 1800フィート(548.6m)  | 5°                 |
| ターン                    | 4                         | 3999.2フィート(1219m) | 24°                |
| 全長：1.54マイル(2478.4m) | 全長：1.54マイル(2478.4m) | 路面：アスファルト    | 路面：アスファルト |

一番の特徴は3ターン出口～フロントストレッチ～1ターン入口が台形のように2度曲がるクワッドオーバル（ストレートが4本あるオーバルコースの意味）と呼ばれる形状、そして24度という角度の付いたバンクである。バンク角とスーパースピードウェイでないためリストリクタープレートが義務付けられないという2つの要因で、1.5マイル級のインターミディエイトオーバルとしては周回平均速度186mph(300km/h)台、テキサスやラスベガスに次ぐスピードを誇る。リストリクターレースのデイトナ（2009年予選トップタイムで194.735マイル）、タラデガ（2008年プラクティスで195.936マイル）を除けば、2.0マイルコースであるフォンタナ（予選レコードで187.432マイル）と並ぶ超高速トラックであり、Real SpeedやReal fastと呼ばれる程である。
超高速トラックのため、どちらかといえばストレートのスピードを稼げるアウトライン有利ではあるが、アウトラインの場合ターン出口でバンク角が浅くなっていく辺りでリアがルーズになりやすく、壁スレスレでルーズに陥った場合ウォールへのブラッシュ、下手をするとクラッシュへ直結するため、非常に度胸のいるトラックの一つである。

## NASCAR スプリントカップ・シリーズ

### 記録
(2018年3月14日時点)
| 最多勝                  | 9     | デイル・アーンハート                  |
| 最多トップ5             | 26    | デイル・アーンハート                  |
| 最多トップ10            | 33    | リチャード・ペティ                    |
| 出走数                  | 65    | リチャード・ペティ                    |
| ポールポジション        | 7     | バディ・ベーカー ライアン・ニューマン |
| 最多ラップ              | 17513 | リチャード・ペティ                    |
| 最多ラップリード        | 3283  | ケール・ヤーボロー                    |
| アベレージスタート*     | 4.1   | フレッド・ローレンツェン              |
| アベレージフィニッシュ* | 9.5   | デイル・アーンハート                  |

* 10回以上出走したドライバーに限る

## コースレコード
- インディカー・シリーズ予選：ビル・ボート, 24.734秒 (224.145 mph),1998年8月28日
- インディカー・シリーズ決勝 (312 miles)：グレッグ・レイ, 2時間2分1秒 (153.403 mph),2000年7月5日
- NASCAR スプリントカップ・シリーズ 予選：ジェフリー・ボーディン, 28.074秒 (197.478 mph), 1997年
- NASCAR スプリントカップ・シリーズ 本選 (500 miles)：デイル・アーンハート, 3時間3分3秒 (163.633 mph), 1995年11月12日
- NASCAR ネイションワイド・シリーズ 予選：グレッグ・ビッフル, 28.830秒 (192.300 mph), 2003年
- NASCAR ネイションワイド・シリーズ 本選 (300 miles)：マーク・マーティン, 1時間58分55秒 (151.751 mph), 1997年3月8日
- NASCAR キャンピング・ワールド・トラック・シリーズ 予選：リック・クローフォード, 30.339秒 (182.735 mph), 2005年
- NASCAR キャンピング・ワールド・トラック・シリーズ 本選 (200 miles)：ロン・ホーナディ, 1時間27分35秒 (142.424 mph), 2005年3月18日

## 過去の優勝者
| シーズン                | 開催日                  | レース                                               | 優勝ドライバー          | シャシー                | エンジン                | チーム                                     |
| USAC チャンピオンシップ | USAC チャンピオンシップ | USAC チャンピオンシップ                              | USAC チャンピオンシップ | USAC チャンピオンシップ | USAC チャンピオンシップ | USAC チャンピオンシップ                    |
| ----------------------- | ----------------------- | ---------------------------------------------------- | ----------------------- | ----------------------- | ----------------------- | ------------------------------------------ |
| 1965                    | 8月1日                  | Atlanta 250                                          | ジョニー・ラザフォード  | ワトソン                | フォード                | リーダーカード・レーシング                 |
| 1966                    | 6月26日                 | Atlanta 300                                          | マリオ・アンドレッティ  | ブラウナー・ホーク      | フォード                | クリント・ブラウナー                       |
| 1978                    | 7月23日                 | Gould Twin Dixie                                     | リック・メアーズ        | ペンスキー              | コスワース              | ペンスキー・レーシング                     |
| CART チャンプカー       |                         |                                                      |                         |                         |                         |                                            |
| 1979                    | 4月22日                 | Gould Twin Dixie 125 #1                              | ジョニー・ラザフォード  | マクラーレン            | コスワース              | ブルース・マクラーレン・モーターレーシング |
| 1979                    | 4月22日                 | Gould Twin Dixie 125 #2                              | ジョニー・ラザフォード  | マクラーレン            | コスワース              | ブルース・マクラーレン・モーターレーシング |
| 1979                    | 9月30日                 | Rich's Atlanta Classic                               | リック・メアーズ        | ペンスキー              | コスワース              | ペンスキー・レーシング                     |
| 1981                    | 6月21日                 | Kraco Twin 125 #1                                    | リック・メアーズ        | ペンスキー              | コスワース              | ペンスキー・レーシング                     |
| 1981                    | 6月21日                 | Kraco Twin 125 #2                                    | リック・メアーズ        | ペンスキー              | コスワース              | ペンスキー・レーシング                     |
| 1982                    | 5月1日                  | Stroh's 200                                          | リック・メアーズ        | ペンスキー              | コスワース              | ペンスキー・レーシング                     |
| 1983                    | 4月17日                 | Kraco Dixie 200                                      | ゴードン・ジョンコック  | ワイルドキャット        | コスワース              | パトリック・レーシング                     |
| IRL インディカー        |                         |                                                      |                         |                         |                         |                                            |
| 1998                    | 8月29日                 | MCI Atlanta 500 Classic                              | ケニー・ブラック        | ダラーラ                | オールズモビル          | A.J.フォイト・エンタープライズ             |
| 1999                    | 7月17日                 | Kobalt Mechanics Tools 500 Presented by MCI WorldCom | スコット・シャープ      | ダラーラ                | オールズモビル          | ケリー・レーシング                         |
| 2000                    | 7月15日                 | Midas 500 Classic                                    | グレッグ・レイ          | ダラーラ                | オールズモビル          | チーム・メナード                           |
| 2001                    | 4月28日                 | zMax 500                                             | グレッグ・レイ          | ダラーラ                | オールズモビル          | チーム・メナード                           |

## 参照
1. ↑  “1998 Atlanta 500 Classic Presented by MCI at Atlanta Motor Speedway”.   Pep Boys Indy Racing League (1998年8月29日). 2012年3月23日時点のオリジナルよりアーカイブ。2013年6月1日閲覧。